# Isolobodon
Isolobodon ist eine Gattung von ausgestorbenen Nagetieren in der Unterfamilie der Baumratten.
Vermutlich war die Gattung ursprünglich auf Hispaniola heimisch. Die Arten erreichten mit Hilfe der karibischen indigenen Völker andere Inseln in der Umgebung. Überreste der Puerto-Rico-Ferkelratte konnten meist in Abfallhaufen entdeckt werden, was vermuten lässt, dass die Art als Nahrungsquelle gejagt wurde. Sie könnte auch ein Haustier gewesen sein. Von der Berg-Ferkelratte sind nur wenige halbfossile Knochen bekannt. Die Ursache für das Aussterben der Arten konnte noch nicht mit Sicherheit bestimmt werden. Vermutlich waren Landschaftsveränderungen und von Europäern eingeführte Raubtiere beteiligt.
Laut Schätzungen hatten die Tiere eine dem Gemeinen Zaguti (Plagiodontia aedium) ähnliche Gestalt und Größe. Die deutlichsten Unterschiede zwischen den Arten und den Zagutis bestehen im Gebissaufbau. Bei Isolobodon besitzen die Molaren einen deutlichen Ring aus Wurzelzement. Weiterhin sind die oberen Schneidezähne auf eine andere Art im Oberkiefer verankert.
Folgende Arten zählen zur Gattung.
- Berg-Ferkelratte (Isolobodon montanus) lebte auf Hispaniola und Île de la Gonâve.
- Puerto-Rico-Ferkelratte (Isolobodon portoricensis), war auf Hispaniola, Puerto Rico sowie einigen anderen karibischen Inseln heimisch.

Das Verwandtschaftsverhältnis zu den eigentlichen Ferkelratten (Geocapromys) ist nicht näher als zu anderen Baumratten.

## Belege
1. 1 2  Ronald M. Nowak: Walker's Mammals of the World. 2 Bände. 6. Auflage. Johns Hopkins University Press, Baltimore MD u. a. 1999, S. 1709–1710, ISBN 0-8018-5789-9.
2. ↑  Don E. Wilson, DeeAnn M. Reeder (Hrsg.): Mammal Species of the World. A taxonomic and geographic Reference. 3. Auflage. 2 Bände. Johns Hopkins University Press, Baltimore MD 2005, ISBN 0-8018-8221-4 (englisch, Isolobodon).
3. ↑  Isolobodon in der Roten Liste gefährdeter Arten der IUCN 2016. Abgerufen am 2. März 2017.